# MacOS Tahoe
macOS Tahoe (Versionsnummer 26) ist die 22. Hauptversion von Apples macOS. Es wurde am 9. Juni 2025 auf der WWDC 2025 vorgestellt und befindet sich derzeit in der Beta-Phase. Entsprechend Apples Praxis, macOS-Versionen nach Sehenswürdigkeiten in Kalifornien zu benennen, ist die aktuelle Version nach dem Lake Tahoe, einem Bergsee benannt.

## Neuerungen
Die neue Version von macOS erhält Aktualisierungen der Benutzeroberfläche, die parallel auch bei iOS 26 und den anderen Betriebssystemen von Apple eingeführt werden (Liquid Glass). Die Spotlight-Suche wurde überarbeitet und erhält neue Funktionen zum Schnellzugriff auf Funktionen sowie auf Apple Intelligence. Von iOS und iPadOS wurden Funktionen übernommen, wie z. B. Live Activities. Daneben werden die Apps ‚Telefon‘ und ‚Journal‘ eingeführt, das Control Center wird überarbeitet und das Launchpad (Darstellung aller Apps) wird durch eine Funktion wie die App-Bibliothek bei iOS/iPadOS ersetzt.

## Hardwarevoraussetzungen
Laut Apple kann macOS Tahoe auf folgenden Geräten installiert werden:
- MacBook Air (M1) 2020 und neuer,
- iMac 2020 und neuer,
- Mac Studio 2022 und neuer,
- Mac mini 2020 und neuer,
- MacBook Pro (4×TB) 2019 und neuer,
- MacBook Pro (M1) 2020 und neuer,
- Mac Pro 2019 und neuer.

macOS Tahoe wird die letzte Version sein, die noch auf Intel-Macs läuft. Ab macOS 27 wird dann mindestens ein Mac mit Apple M1-Chip benötigt.

## Versionsgeschichte
| macOS-Version                                     | Build    | Darwin-Version | Erscheinungsdatum | Anmerkung |
| ------------------------------------------------- | -------- | -------------- | ----------------- | --------- |
| 26.0 Beta 1                                       | 25A5279m | 25.0.0         | 9. Juni 2025      |           |
| 26.0 Beta 2                                       | 25A5295e | 25.0.0         | 23. Juni 2025     |           |
| 26.0 Beta 3                                       | 25A5306g | 25.0.0         | 8. Juli 2025      |           |
| 26.0 Beta 4                                       | 25A5316i | 25.0.0         | 22. Juli 2025     |           |
| 26.0 Beta 5                                       | 25A5327h | 25.0.0         | 5. August 2025    |           |
| 26.0 Beta 6                                       | 25A5338b | 25.0.0         | 11. August 2025   |           |
| 26.0 Beta 7                                       | 25A5346a | 25.0.0         | 18. August 2025   |           |
| Alte VersionAktuelle VersionAktuelle Vorabversion |          |                |                   |           |